# Soutusrivier
De Soutusrivier (Zweeds: Soutusjoki) is een rivier die stroomt in de Zweedse  gemeente Kiruna. De rivier verzorgt de afwatering van diverse moerassen in dit gebied waaronder ook een met de vage naam Isovuoma (groot moeras). De rivier stroomt naar het zuiden en is circa 19 kilometer lang.
Afwatering: Soutusrivier → Torne → Botnische Golf